# Liste der Biografien/Schim
Liste der Biografien |
Portal Biografien |
Personensuche
# |
A |
B |
C |
D |
E |
F |
G |
H |
I |
J |
K |
L |
M |
N |
O |
P |
Q |
R |
S |
T |
U |
V |
W |
X |
Y |
Z |
?
 
Sa |
Sb |
Sc |
Sd |
Se |
Sf |
Sg |
Sh |
Si |
Sj |
Sk |
Sl |
Sm |
Sn |
So |
Sp |
Sq |
Sr |
Ss |
St |
Su |
Sv |
Sw |
Sy |
Sz
 
Sca–Sce |
Sch |
Sci–Scz
 
Scha |
Schc |
Schd |
Sche |
Schg |
Schi |
Schj |
Schk |
Schl |
Schm |
Schn |
Scho |
Schp |
Schr |
Schs |
Scht |
Schu |
Schv |
Schw |
Schy
 
Schia |
Schib |
Schic |
Schid |
Schie |
Schif |
Schig |
Schih |
Schij |
Schik |
Schil |
Schim |
Schin |
Schio |
Schip |
Schir |
Schis |
Schit |
Schiu |
Schiv |
Schiw |
Schiz
Die Liste der Biografien führt alle Personen auf, die in der deutschsprachigen Wikipedia einen Artikel haben. Dieses ist eine Teilliste mit 201 Einträgen von Personen, deren Namen mit den Buchstaben „Schim“ beginnt.

## Schim

### Schima
- Schima, Hans (1894–1979), österreichischer Jurist
- Schimana, Elisabeth (* 1958), österreichische Komponistin, Performerin und Radiokünstlerin
- Schimana, Walter (1898–1948), österreichischer Generalleutnant der Waffen-SS sowie Höherer SS- und PolizeiführerWalter Schimana (1898–1948)

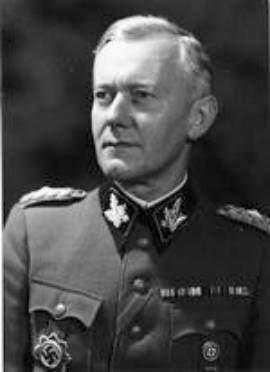
Walter Schimana (1898–1948)

- Schimandl, Stephan (* 1999), österreichischer Fußballspieler
- Schimanek, Carmen (* 1965), österreichische Buchhalterin und Politikerin (FPÖ), Abgeordnete zum Nationalrat
- Schimanek, Hans Jörg (1940–2024), österreichischer Journalist und Politiker (SPÖ, FPÖ, BZÖ), Landtagsabgeordneter
- Schimanek, Hans Jörg jun. (* 1963), österreichischer Neonazi
- Schimank, Hans (1888–1979), deutscher Physiker und Wissenschaftshistoriker
- Schimank, Uwe (* 1955), deutscher Soziologe
- Schimanko, Dora (1932–2020), österreichische Überlebende des NS-Regimes, Gärtnerin, Autorin und Zeitzeugin
- Schimanko, Heinz Werner (1944–2005), österreichischer Unternehmer, Gastronom, Hotelier und Wiener Nachtclubkönig
- Schimankowitz, Willi (* 1914), deutscher Fußballspieler
- Schimann, Günter (* 1925), deutscher Schauspieler bei Bühne und Fernsehen
- Schimanow, Alexander Alexandrowitsch (* 1992), russischer Schachmeister
- Schimanskaja, Wera Wladimirowna (* 1981), russische Turnerin
- Schimanski, Fritz (1889–1938), deutscher kommunistischer Politiker
- Schimanski, Georg (1919–1992), deutscher Kameramann
- Schimanski, Helmut (* 1940), deutscher Journalist
- Schimanski, Patrick (* 1964), deutscher Regisseur, Komponist und Musiker
- Schimanski, Thomas (* 1980), deutscher Schauspieler
- Schimansky, Gerd (1912–2010), deutscher Philologe und Pädagoge
- Schimansky, Hanns (* 1949), deutscher Zeichner und Druckgrafiker
- Schimansky, Herbert (* 1934), deutscher Jurist, Richter am Bundesgerichtshof (1982–1999)
- Schimassek, Hans († 2012), deutscher Biochemiker, Zellbiologe und Hochschullehrer

### Schimb
- Schimberg, Aaron, US-amerikanischer Filmregisseur, Drehbuchautor und -produzent
- Schimböck, Wolfgang (* 1953), oberösterreichischer Politiker (SPÖ) und Bundesrat
- Schimbor, Eberhard (* 1951), deutscher Radsportler

### Schime
- Schimeczek, Helmut (* 1938), deutscher Fußballspieler
- Schimek, Hanna (* 1948), österreichische Künstlerin
- Schimek, Laethisia (* 1992), deutsche Inline-Speedskaterin
- Schimek, Otto (1925–1944), österreichischer Soldat der Wehrmacht und Opfer der NS-Militärjustiz
- Schimel, Brad (* 1965), amerikanischer Rechtsanwalt, Richter und republikanischer Politiker
- Schimel, Lawrence (* 1971), US-amerikanischer Science-Fiction-Autor
- Schimeliowitsch, Boris (1902–1952), sowjetisches Mitglied des Jüdischen Antifaschistischen Komitees
- Schimert, Gustav (1910–1990), deutscher Internist
- Schimetschek, Herbert (* 1938), österreichischer Manager

### Schimi
- Schimidt, Guilherme (* 2000), brasilianischer Judoka
- Schimikowski, Peter (* 1953), deutscher Versicherungswissenschaftler und Fachhochschullehrer
- Schimitschek, Erwin (1898–1983), österreichischer Forstentomologe und Hochschullehrer
- Schimitzek, Hans (1875–1957), österreichischer Architekt

### Schimk
- Schimk, Susann (* 1971), deutsche Filmproduzentin
- Schimkat, Arnd (* 1969), deutscher Schauspieler, Komiker und Drehbuchautor
- Schimkat, Herbert (1900–1969), deutscher Schauspieler und Hörspielsprecher
- Schimke, Helma (1926–2018), österreichische Architektin und Pionierin des Frauenbergsteigens
- Schimke, Henning (* 1958), deutscher Schauspieler und Hörspielsprecher
- Schimke, Jana (* 1979), deutsche Politikerin (CDU), MdBJana Schimke (* 1979)

Jana Schimke (* 1979)

- Schimke, Martin (* 1959), deutscher Basketballspieler und Basketballfunktionär sowie Sportrechtler
- Schimke, Robert T. (1932–2014), US-amerikanischer Biochemiker und Mediziner
- Schimke, Sarah (* 1978), deutsche Germanistin
- Schimko, Jelena Michailowna (* 1982), russische Badmintonspielerin
- Schimkoreit, Renate (* 1954), deutsche Diplomatin und Journalistin
- Schimkow, Iwan Fjodorowitsch (1803–1836), russischer Offizier und Dekabrist
- Schimkowa, Swetlana Walerjewna (* 1983), russische Gewichtheberin
- Schimkowitsch, Daniel (* 1985), deutscher Koch
- Schimkowitz, Herbert (1898–1938), österreichischer Grafiker und Illustrator
- Schimkowitz, Othmar (1864–1947), österreichischer Bildhauer

### Schiml
- Schiml, Marga (* 1945), deutsche Opernsängerin (Mezzosopran)

### Schimm
- Schimmang, Jochen (* 1948), deutscher SchriftstellerJochen Schimmang (* 1948)

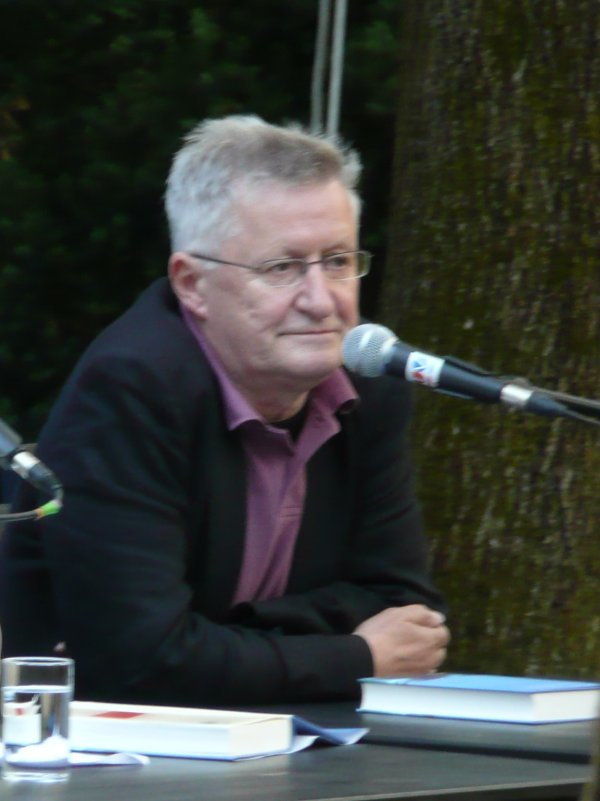
Jochen Schimmang (* 1948)

- Schimmeck, Max (1900–1970), deutscher Politiker (KPD), MdBB
- Schimmeck, Tom (* 1959), deutscher Autor und Journalist
- Schimmel, Albert, deutscher Tischtennisspieler
- Schimmel, Alfred (1906–1948), deutscher Jurist, SS-Sturmbannführer und Gestapomitarbeiter
- Schimmel, Annemarie (1922–2003), deutsche IslamwissenschaftlerinAnnemarie Schimmel (1922–2003)

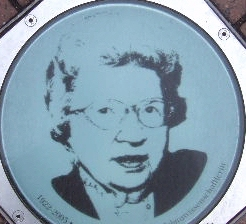
Annemarie Schimmel (1922–2003)

- Schimmel, Christian (* 1992), österreichischer Fußballspieler
- Schimmel, Cläre (1902–1986), deutsche Hörspielregisseurin
- Schimmel, Corrie (* 1939), niederländische Schwimmerin
- Schimmel, Ernest (1911–1977), österreichischer Architekt, Maler und Grafiker
- Schimmel, Ernst Otto (1889–1930), deutscher Verwaltungsjurist und Oberbürgermeister von Glauchau
- Schimmel, Friedrich (1804–1885), königlich preußischer Generalmajor und zuletzt Kommandant der Festung Glatz
- Schimmel, Günter (* 1937), deutscher Fußballspieler
- Schimmel, Heidrun (* 1941), deutsche Textilkünstlerin und Bildende Künstlerin
- Schimmel, Kurt (1892–1941), deutscher Verwaltungsjurist und Regierungspräsident
- Schimmel, Maximilian (* 1989), deutscher Politiker (CDU), MdL Hessen
- Schimmel, Norbert (1904–1990), deutsch-amerikanischer Kunstsammler
- Schimmel, Paul R. (* 1940), US-amerikanischer Biochemiker und Biophysiker
- Schimmel, Peter (1941–2022), deutscher Illustrator und Maler
- Schimmel, Roland (* 1966), deutscher Rechtswissenschaftler
- Schimmel, Shoni (* 1992), US-amerikanische Basketballspielerin
- Schimmel, Stefan (* 1970), österreichischer Theaterregisseur, Erzählkünstler und Buchautor
- Schimmel, Sven (* 1989), deutscher Fußballspieler
- Schimmel-Falkenau, Walter (1895–1971), deutscher Schriftsteller
- Schimmelbauer, Johann (1902–1978), deutscher Kommunalpolitiker (Parteilos)
- Schimmelbauer, Tobias (* 1987), deutscher Handballspieler
- Schimmelbusch, Alexander (* 1975), österreichischer Romanautor
- Schimmelbusch, Curt (1860–1895), deutscher Chirurg
- Schimmelbusch, Heinz (* 1944), deutsch-österreichischer Industriemanager
- Schimmelbusch, Julius (1826–1881), deutscher Unternehmer
- Schimmelfennig, Alexander (1824–1865), Offizier der Preußischen Armee, Teilnehmer der Deutschen Revolution 1848/1849, General im Amerikanischen BürgerkriegAlexander Schimmelfennig (1824–1865)

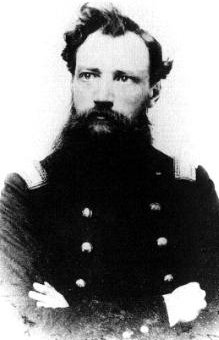
Alexander Schimmelfennig (1824–1865)

- Schimmelfennig, Frank (* 1963), deutscher Politikwissenschaftler
- Schimmelmann, Adeline von (1854–1913), Gründerin der ersten Seemannsmission
- Schimmelmann, Bettina von (* 1974), deutsch-schweizerische Fernsehmoderatorin
- Schimmelmann, Charlotte von (1757–1816), dänische Salonnière
- Schimmelmann, Ernst Heinrich von (1747–1831), dänischer Finanz- und Außenminister
- Schimmelmann, Ernst von (1820–1885), deutscher Rittergutsbesitzer und Parlamentarier
- Schimmelmann, Gustav von (1816–1873), preußischer Generalleutnant
- Schimmelmann, Heinrich Carl von (1724–1782), deutsch-dänischer PolitikerHeinrich Carl von Schimmelmann (1724–1782)

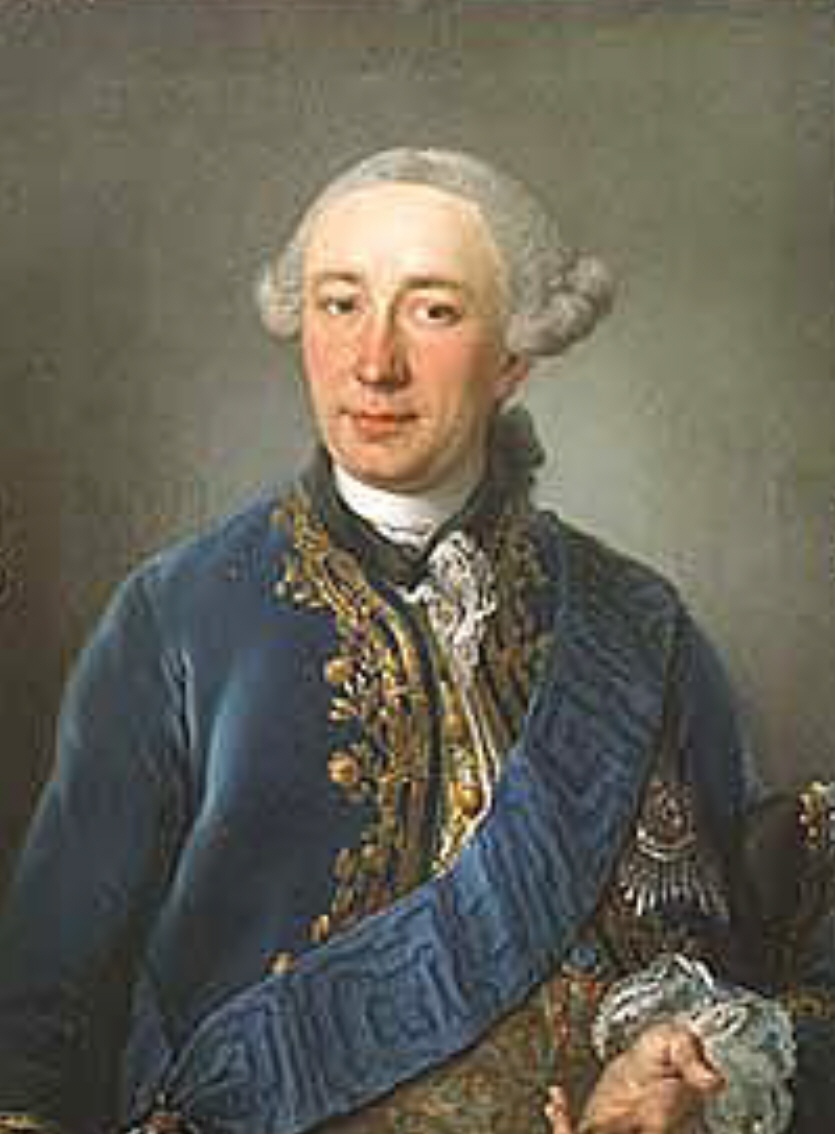
Heinrich Carl von Schimmelmann (1724–1782)

- Schimmelmann, Heinrich Ludwig von (1743–1793), Generalgouverneur von Dänisch-Westindien
- Schimmelmann, Jacob (1712–1778), deutscher lutherischer Geistlicher, erster Edda-Übersetzer
- Schimmelmann, Malte von (1859–1916), deutscher Vizeadmiral der Kaiserlichen Marine
- Schimmelmann, Wulf von (* 1947), deutscher Manager, Vorstandsvorsitzender der Postbank
- Schimmelpenninck van der Oye, Alphert (1880–1943), niederländischer Kommunalpolitiker und Sportfunktionär
- Schimmelpenninck van der Oye, Gratia (1912–2012), niederländische Skirennläuferin
- Schimmelpenninck van der Oye, Willem Anne (1800–1872), niederländischer Politiker
- Schimmelpenninck van Nijenhuis, Rutger Jan (1821–1893), niederländischer Rechtsanwalt und Politiker
- Schimmelpenninck, Gerrit (1794–1863), niederländischer Staatsmann
- Schimmelpenninck, Rutger Jan (1761–1825), niederländischer Diplomat und Staatsmann
- Schimmelpenning, Gustav W. (1928–2009), deutscher Nervenarzt bzw. Neurologe und Psychiater
- Schimmelpennink, Luud (* 1935), niederländischer Erfinder und Politiker
- Schimmelpfeng, Adolf (1837–1923), hessischer Politiker und Unternehmer
- Schimmelpfeng, Gustav (1829–1900), deutscher Pädagoge und Schuldirektor
- Schimmelpfeng, Konrad Barthold (1802–1869), deutscher Jurist, Kriegskommissar und Bürgermeister
- Schimmelpfeng, Wilhelm (1841–1913), deutscher Unternehmer und Begründer der Auskunftei Schimmelpfeng
- Schimmelpfennig von der Oye, Christian Ludwig (1738–1812), preußischer Generalmajor und Chef des Husarenregiments Nr. 6
- Schimmelpfennig, Adolf (1815–1887), deutscher Pastor und Bibliothekar in Schlesien
- Schimmelpfennig, Adolf (1834–1896), Architekt deutscher Abstammung, tätig in Polen
- Schimmelpfennig, Bernhard (1938–2021), deutscher Historiker
- Schimmelpfennig, Dirk (* 1962), deutscher Tischtennistrainer und -funktionär
- Schimmelpfennig, Hans-Wolfgang (1889–1966), deutscher Wirtschaftsjurist
- Schimmelpfennig, Heinz (1905–1983), deutscher Verwaltungsjurist
- Schimmelpfennig, Heinz (1919–2010), deutscher Schauspieler und Hörspielregisseur
- Schimmelpfennig, Horst (1912–1990), deutscher Kino- und Konzertorganist
- Schimmelpfennig, Johann (1604–1669), preußischer Rat und Großgrundbesitzer, Wohltäter in Königsberg
- Schimmelpfennig, Jörg (* 1955), deutscher Volkswirt
- Schimmelpfennig, Karl (1882–1937), deutscher Politiker (DNVP), MdR
- Schimmelpfennig, Karl (1901–1990), deutscher Diplomlandwirt und Tierzuchtdirektor
- Schimmelpfennig, Max (* 1996), deutscher Schauspieler
- Schimmelpfennig, Otto von (1838–1912), deutscher Theaterschauspieler und -intendant
- Schimmelpfennig, Roland (* 1967), deutscher Schriftsteller und DramaturgRoland Schimmelpfennig (* 1967)

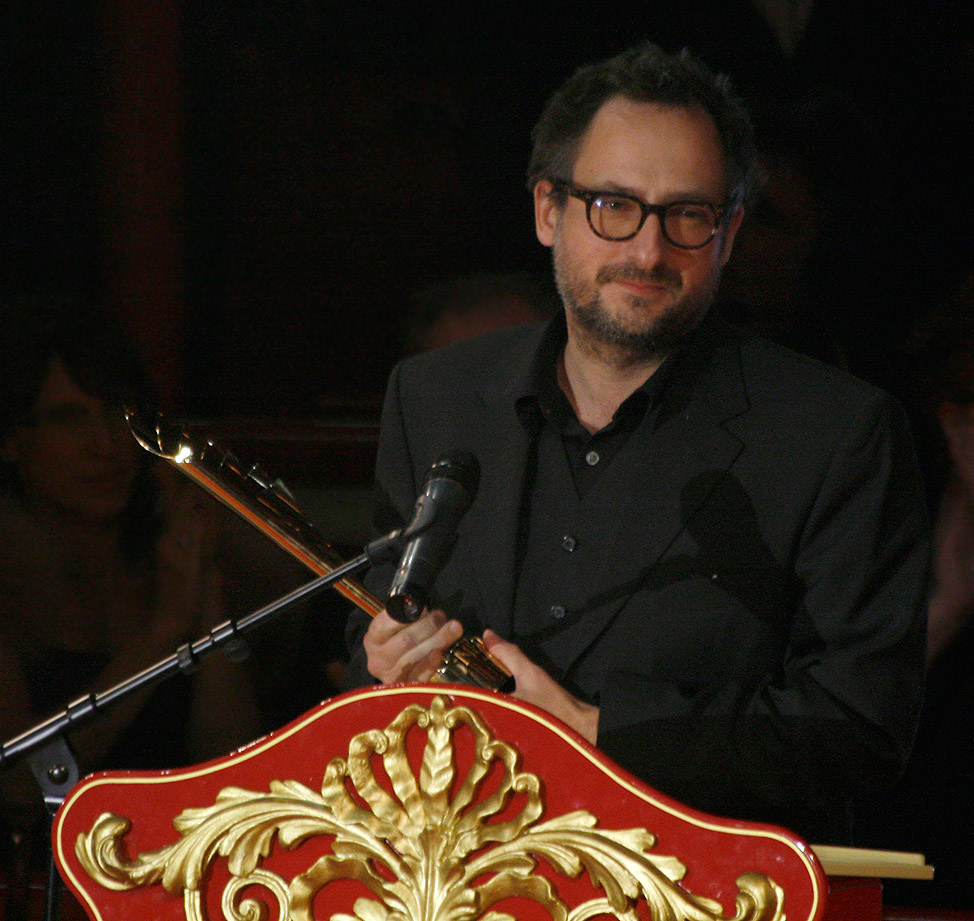
Roland Schimmelpfennig (* 1967)

- Schimmelschmidt, Jochen (* 1960), deutscher Komponist
- Schimmelthor, Carl August von (1766–1848), vermutlich fiktiver deutscher Publizist und Schriftsteller
- Schimmer, Arne (* 1973), deutscher rechtsextremer Politiker (NPD), MdL
- Schimmer, Gustav Adolf (1828–1902), österreichischer Statistiker, Demograf und Publizist
- Schimmer, Marleen (* 2000), deutsche Fußballspielerin
- Schimmer, Michael (* 1967), deutscher Leichtathlet
- Schimmer, Roman (1912–1987), deutscher Violinist und Musikpädagoge
- Schimmer, Stefan (* 1994), deutscher Fußballspieler
- Schimmer, Stephanie (* 1982), österreichische Autorin, Regisseurin und Schauspielerin
- Schimmer-Göresz, Gabriela (* 1952), deutsche Politikerin (ÖDP)
- Schimming, Heinz (1907–1998), deutscher Fertigungstechniker und Hochschullehrer
- Schimming-Chase, Nora (1940–2018), namibische Politikerin und Diplomatin
- Schimmler, Bernd (* 1949), deutscher Politiker (SPD), MdA
- Schimmöller, Hans-Günter (1935–2015), deutscher Fußballspieler
- Schimmöller, Klaus (* 1941), deutscher römisch-katholischer Geistlicher

### Schimo
- Schimon bar Giora († 71), Anführer der Zeloten
- Schimon ben Jochai, jüdischer Gelehrter, Tannait und Schüler des Rabbi Akiba
- Schimon ben Schetach († 60 v. Chr.), pharisäischer Gelehrter und Vorsitzender des Sanhedrin
- Schimon, Adolf (1820–1887), österreichisch-deutscher Komponist und Gesangslehrer
- Schimon, Ferdinand (1797–1852), deutscher Opernsänger (Tenor) und Porträtmaler
- Schimon, Tobias (* 1985), deutscher Moderator, Kommentator und Journalist
- Schimon-Regan, Anna (1841–1902), österreichisch-deutsche Sängerin und Gesangslehrerin
- Schimoneck, Johannes (* 1946), deutscher Politiker (CDU)
- Schimonski, Christian Friedrich von (1745–1813), königlich-preußischer Generalmajor und zuletzt Kommandeur des 16. Schlesischen Landwehr-Infanterie-Regiment
- Schimonsky, Carl Joseph von (1705–1776), preußischer Landrat
- Schimonsky, Dietrich Leberecht von (1740–1826), preußischer Generalmajor, Chef des Infanterieregiments Nr. 40
- Schimonsky, Emanuel von (1752–1832), Bischof von Breslau
- Schimonsky, George Anton von († 1754), preußischer Landrat

### Schimp
- Schimpelsberger, Michael (* 1991), österreichischer Fußballspieler
- Schimper, Andreas Franz Wilhelm (1856–1901), deutscher Botaniker und Universitätsprofessor
- Schimper, Karl Friedrich (1803–1867), deutscher Naturwissenschaftler, Botaniker und GeologeKarl Friedrich Schimper (1803–1867)

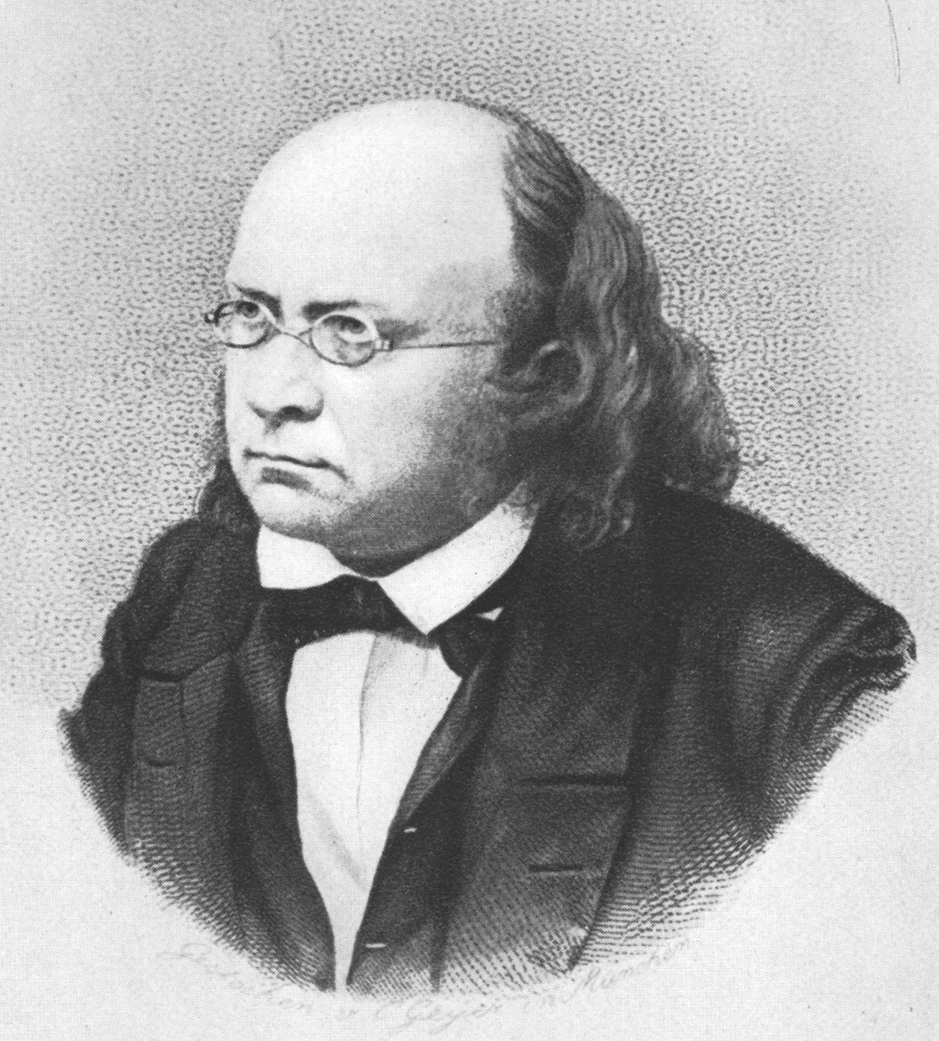
Karl Friedrich Schimper (1803–1867)

- Schimper, Wilhelm (1804–1878), deutscher Naturforscher, Reisender und Botaniker
- Schimper, Wilhelm Philipp (1808–1880), französisch-deutscher Botaniker und Paläobotaniker
- Schimpf, Alexander (* 1981), deutscher Pianist
- Schimpf, Axel (* 1952), deutscher Vizeadmiral
- Schimpf, Björn-Hergen (* 1943), deutscher Fernsehmoderator
- Schimpf, Catharina (* 1990), deutsche Fußballspielerin
- Schimpf, Charles Pierre (1812–1886), niederländischer Militär, Gouverneur von Suriname und Kommandeur der Königlich Niederländisch-Indischen Armee
- Schimpf, Eckhard (* 1938), deutscher Journalist und Schriftsteller
- Schimpf, Emma-Louise (* 2006), deutsche Schauspielerin
- Schimpf, Gerda (1913–2014), deutsche Fotografin
- Schimpf, Hans (1897–1935), deutscher Offizier und Nachrichtendienstler
- Schimpf, Joachim (* 1942), deutscher Fußballspieler
- Schimpf, Karl Ferdinand (1806–1868), Schweizer Politiker und Richter
- Schimpf, Olaf (* 1968), deutscher Handballtrainer
- Schimpf, Richard (1897–1972), deutscher Generalmajor der Bundeswehr
- Schimpf, Rolf (1924–2025), deutscher Schauspieler
- Schimpf, Rosa Helene (1870–1949), deutsche Fabrikantengattin
- Schimpff, Bernhard von (1809–1884), sächsischer General der Infanterie
- Schimpff, Georg von (1843–1913), sächsischer Oberst und Schriftsteller
- Schimpff, Günther von (1845–1919), sächsischer Oberstleutnant und Kammerherr im Herzogtum Anhalt
- Schimpff, Gustav (1871–1919), deutscher Eisenbahn-Bauingenieur
- Schimpff, Hans von (1822–1891), sächsischer Generalmajor
- Schimpff, Volker (* 1954), deutscher Politiker (CDU), MdL
- Schimpff-Jahn, Anna (1831–1896), deutsche Schriftstellerin und Verlegerin
- Schimpfössl, Elisabeth (* 1979), österreichische Soziologin
- Schimpke, Joachim (* 1944), deutscher Badmintonspieler
- Schimpke, Paul (1880–1970), deutscher Werkstoffkundler und Schweißtechniker, Hochschullehrer und Rektor der Staatlichen Akademie für Technik in Chemnitz
- Schimpl, Kornel (1907–1985), tschechischer Dirigent, Musikpädagoge und Komponist
- Schimpl, Toni (1943–2020), deutscher Politiker (SPD), MdL
- Schimpp, Markus (* 1964), deutscher Komponist und Bühnenkünstler

### Schimr
- Schimrigk, Anna (* 1992), deutsche Film- und Theaterschauspielerin
- Schimrigk, Klaus (1930–2021), deutscher Neurologe
- Schimrigk, Robert (1904–1976), deutscher Nervenarzt und ärztlicher Standespolitiker
- Schimrock, Gunar (* 1959), deutscher Handballtorwart
- Schimron, biblischer König von Achschaph
- Schimron, Gad (* 1950), israelischer Journalist und Autor

### Schims
- Schimschai, Sekretär des samaritischen Befehlshabers Rehum
- Schimscheiner, Beata (* 1966), polnische Schauspielerin
- Schimschok, Hildegard (1913–2001), deutsche Politikerin (SPD), MdB
- Schimser, Anton (1790–1838), österreichischer Bildhauer, in Lemberg tätig

### Schimu
- Schimun, Fantas, Solokünstlerin
- Schimunek, Uwe (* 1969), Journalist und Autor